# Římskokatolická církev v Polsku

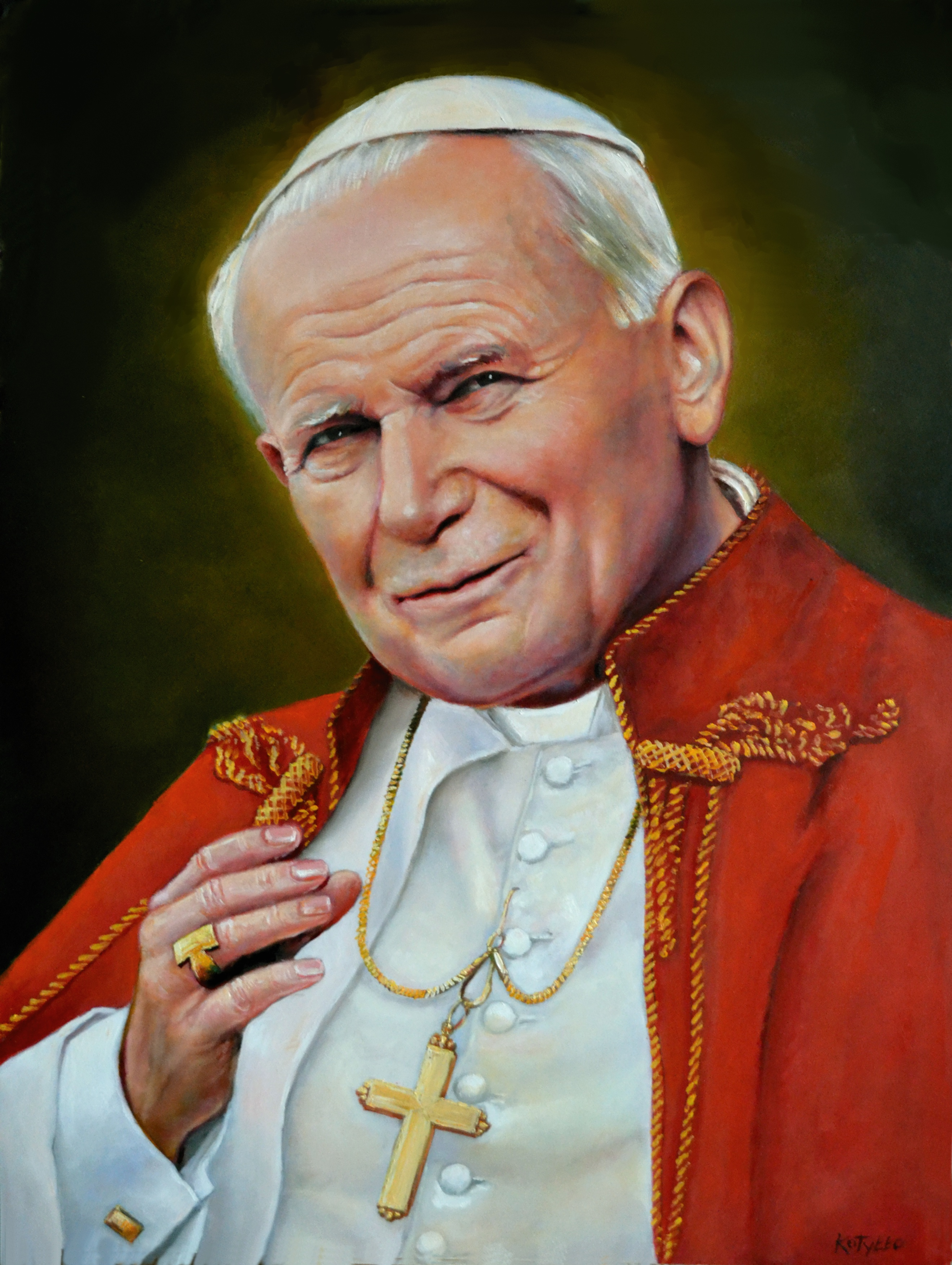
Portrét Jana Pavla II.

Římskokatolická církev v Polsku je největší organizovanou náboženskou skupinou v zemi.
Hlásí se k ní 37 609 000 obyvatel Polska, což je více než 96 %. Vzhledem k tomu hraje církev velmi důležitou roli v mnoha oblastech života, od kultury až po politiku. Tam je spojená především s pravicovými a konzervativními kruhy. Vliv římskokatolické církve v Polsku je v přímém kontrastu s jejím postavením v sousedním Česku.

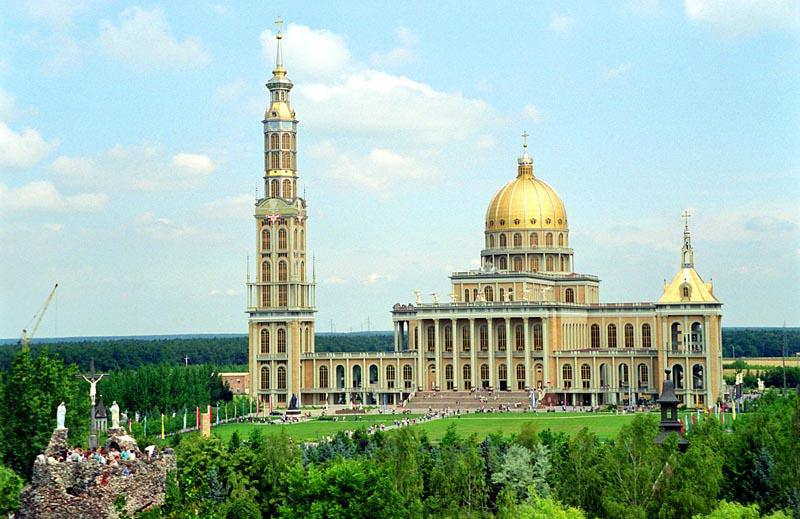
Bazilika Matky Boží Bolestné Královny Polska v Licheni byla otevřena v roce 2000

## Historický vývoj
Již od dob protireformace je Polsko ryze katolickou zemí. Vzhledem k její roli v době okupací (německá a sovětská) v první polovině 20. století se pro mnoho Poláků stala jistým symbolem boje proti cizím silám a za křesťanské morální hodnoty. A nejinak tomu bylo i v druhé polovině 20. století, kdy církev získala postavení bojovníka proti polskému komunistickému režimu. Sama upadla rychle v nelibost tehdejší vlády, komunistické a oficiálně i ateistické.
Na začátku 50. let 20. století bylo mnoho představitelů církve pozatýkáno a odsouzeno v politických procesech (např. arcibiskup Stefan Wyszyński); byla likvidována katolická vydavatelství a periodika, roku 1950 byla přerušena činnost charitativní organizace Caritas; některé významné organizace však komunistickou éru přečkaly, jako např. Katolická univerzita v Lublinu. V roce 1978 povzbudilo mnoho věřících Poláků zvolení Karola Wojtyły za papeže Jana Pavla II., který se do jisté míry zasloužil o urychlení pádu Železné opony v Evropě.
Po roce 1989, kdy byla lidově demokratická republika nahrazena demokratickým státem západního typu, získala církev, do té doby utlačovaná komunistickým režimem, plnou svobodu. Začaly se budovat nové kostely a katedrály, pro křesťanskou mládež se od roku 1997 každoročně pořádá celopolské setkání Lednica 2000. Vznikly politické strany (např. Liga polských rodin), šířící názory nepříliš odlišné od těch církevních, i mnohá katolická média (Radio Maryja). Prostor dostaly i velmi konzervativní a mnohdy kontroverzní názory některých představitelů, buď přímo církve, anebo jejích sympatizantů (antisemitismus, homofobie, nacionalismus) které se hlavně v politice začaly objevovat na začátku 21. století. Mnohá další témata, jako např. interrupce jsou předmětem živých debat.

## Struktura
Země je rozdělena na 15 církevních provincií, v jejichž rámci se nachází 14 arcidiecézí a 27 diecézí (v popisu mapky zobrazené vpravo), 15. provincie je provincií ukrajinské řeckokatolické církve a má 1 archieparchii a 2 sufragánní eparchie.
- Białystocká církevní provincie

Mapa církevních provincií a diecézí Římskokatolické církve v Polsku

  - Arcidiecéze białystocká (Białystok), Bialostocensis (1)
  - Diecéze drohiczynská (Drohiczyn), Drohiczinensis (2)
  - Diecéze lomžanská (Łomża), Lomzensis (3)

- Krakovská církevní provincie
  - Arcidiecéze krakovská (Krakov), Cracoviensis (4)
  - Diecéze bílsko-żywiecká (Bílsko-Bělá – Żywiec), Bielscensis-Zyviecensis (5)
  - Diecéze kielecká (Kielce), Kielcensis (6)
  - Diecéze tarnowská (Tarnów), Tarnoviensis (7)

- Čenstochovská církevní provincie
  - Arcidiecéze čenstochovská (Čenstochová), Czestochoviensis (8)
  - Diecéze radomská (Radom), Radomensis (9)
  - Diecéze sosnovecká (Sosnovec), Sosnoviensis (10)

- Gdaňská církevní provincie
  - Arcidiecéze gdaňská (Gdaňsk), Gedanensis (11)
  - Diecéze pelplinská (Pelplin), Pelplinensis (12)
  - Diecéze toruňská (Toruň), Thoruniensis (13)

- Hnězdenská církevní provincie
  - Arcidiecéze hnězdenská (Hnězdno), Gnesnensis (14)
  - Diecéze bydhošťská (Bydhošť), Bydgostiensis (15)
  - Diecéze włocławecká (Włocławek), Vladislaviensis (16)

- Katovická církevní provincie
  - Arcidiecéze katovická (Katovice), Katovicensis (17)
  - Diecéze gliwická (Gliwice), Glivicensis (18)
  - Diecéze opolská (Opolí), Opoliensis (19)

- Lodžská církevní provincie
  - Arcidiecéze lodžská (Lodž), Lodziensis (20)
  - Diecéze łowiczská (Łowicz), Lovicensis (21)

- Lublinská církevní provincie
  - Arcidiecéze lublinská (Lublin), Lublinensis (22)
  - Diecéze sandoměřská (Sandoměř), Sandomiriensis (23)
  - Diecéze siedlecká (Siedlce), Siedlecensis (24)

- Poznaňská církevní provincie
  - Arcidiecéze poznaňská (Poznaň), Posnaniensis (25)
  - Diecéze kališská (Kališ), Calissiensis (26)

- Přemyšlská církevní provincie
  - Arcidiecéze přemyšlská (Přemyšl), Premisliensis (27)
  - Diecéze řešovská (Řešov), Rzeszoviensis (28)
  - Diecéze zamośćsko-lubaczowská (Zamość – Lubaczów), Zamosciensis-Lubaczoviensis (29)

- Štětínsko-kamieńská církevní provincie
  - Arcidiecéze štětínsko-kamieńská (Štětín – Kamień Pomorski), Sedinensis-Caminensis (30)
  - Diecéze koszalinsko-kolobřežská (Koszalin – Kołobrzeg), Coslinensis-Colubreganus (31)
  - Diecéze zelenohorsko-gorzowská (Zelená Hora – Gorzów Wielkopolski), Viridimontanensis-Gorzoviensis (32)

- Varmijská církevní provincie
  - Arcidiecéze varmijská (Olsztyn), Varmiensis (33)
  - Diecéze elbląžská (Elbląg), Elbingensis (34)
  - Diecéze ełcská (Ełk) Liccanensis (35)

- Varšavská církevní provincie
  - Arcidiecéze varšavská (Varšava), Varsaviensis (36)
  - Diecéze płocká (Płock), Plocensis (37)
  - Diecéze varšavsko-pražská (Varšava-Praga), Varsaviensis-Pragensis (38)

- Vratislavská církevní provincie
  - Arcidiecéze vratislavská (Vratislav), Vratislaviensis (39)
  - Diecéze lehnická (Lehnice), Legnicensis (40)
  - Diecéze svídnická (Svídnice), Suidniciensis (41)

- Ukrajinská řeckokatolická církevní provincie Přemyšl-Varšava
  - Archieparchie Přemyšl-Varšava (Přemyšl – Varšava), Archidioecesis Premisliensis-Varsaviensis ritus byzantini ucraini, Перемишльсько-Варшавська архієпархія
  - Eparchie Vratislav-Koszalin (Vratislav – Koszalin), Eparchia Vratislaviensis-Coslinensis Ucrainorum, Вроцлавсько-Кошалінська єпархія
  - Eparchie Olštýn-Gdaňsk (Olštýn – Gdaňsk), Dioecesis Allensteniensis-Gedanensis ritus bysantini ucraini, Ольштинсько-Ґданська єпархія

Mimo diecézní organizaci stojí:
- Polní ordinariát Polské armády
- Ordinariát pro věřící východního ritu v Polsku (nyní slouží pouze arménským katolíkům)

## Arcibiskupské katedrály

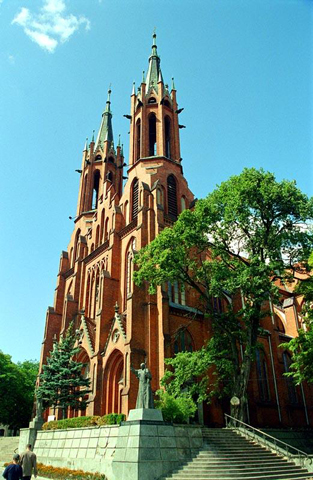
Katedrála v Białystoku
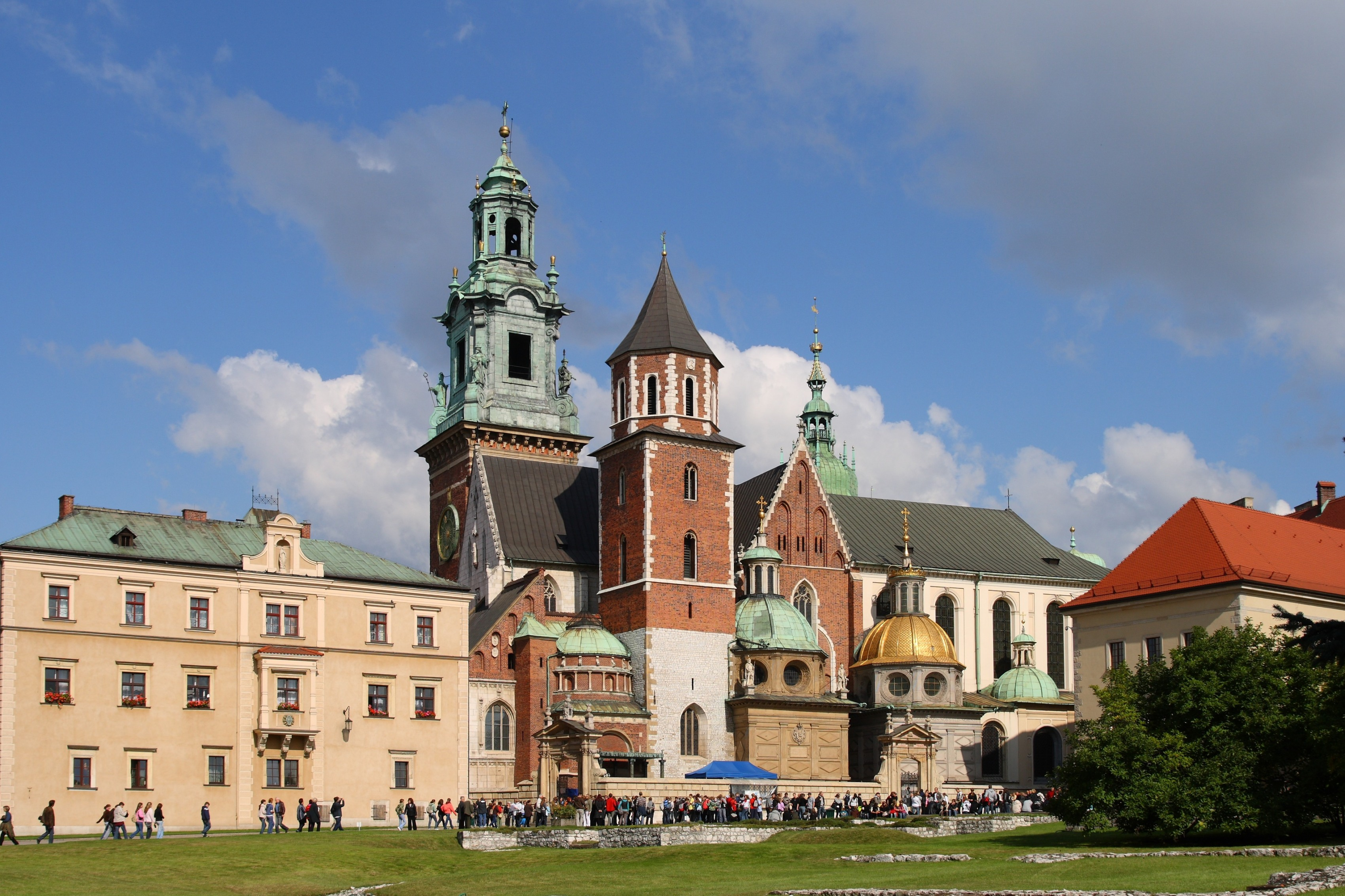
Krakovská katedrála
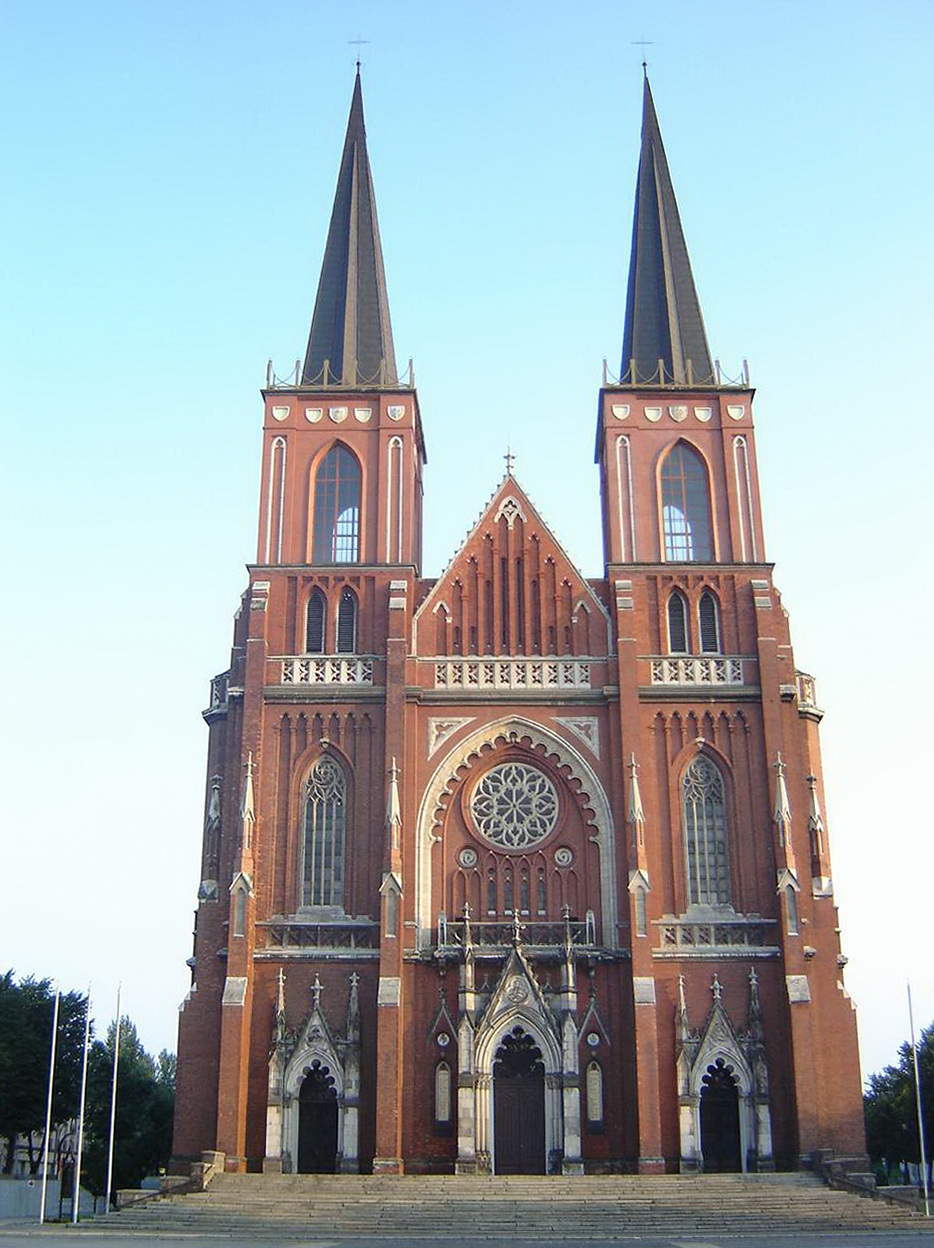
Katedrála v Čenstochové
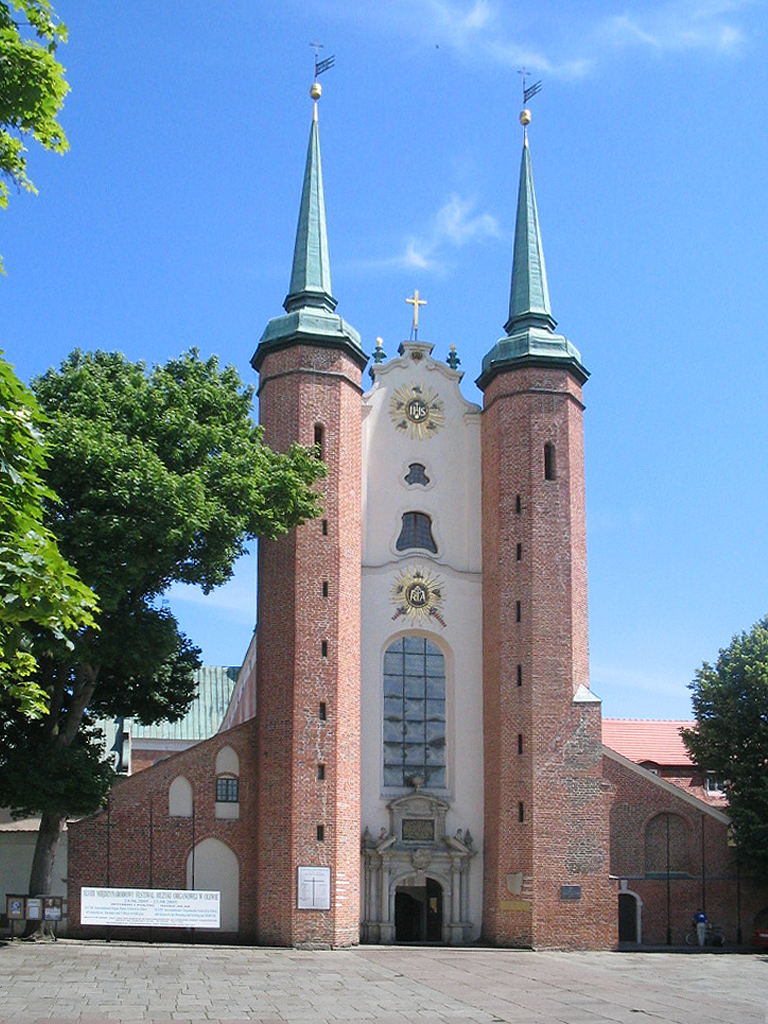
Katedrála v Gdaňsku-Olivě
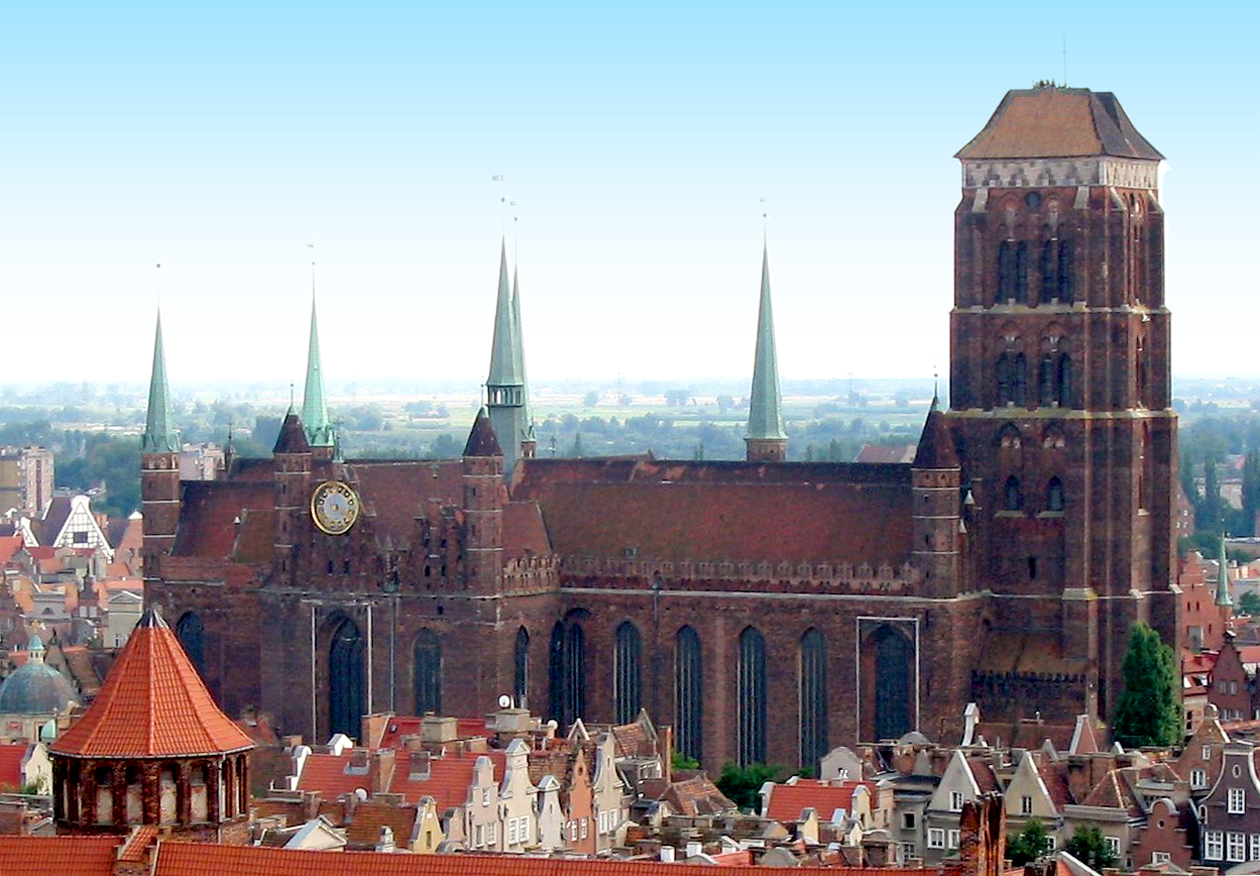
Konkatedrála v Gdaňsku
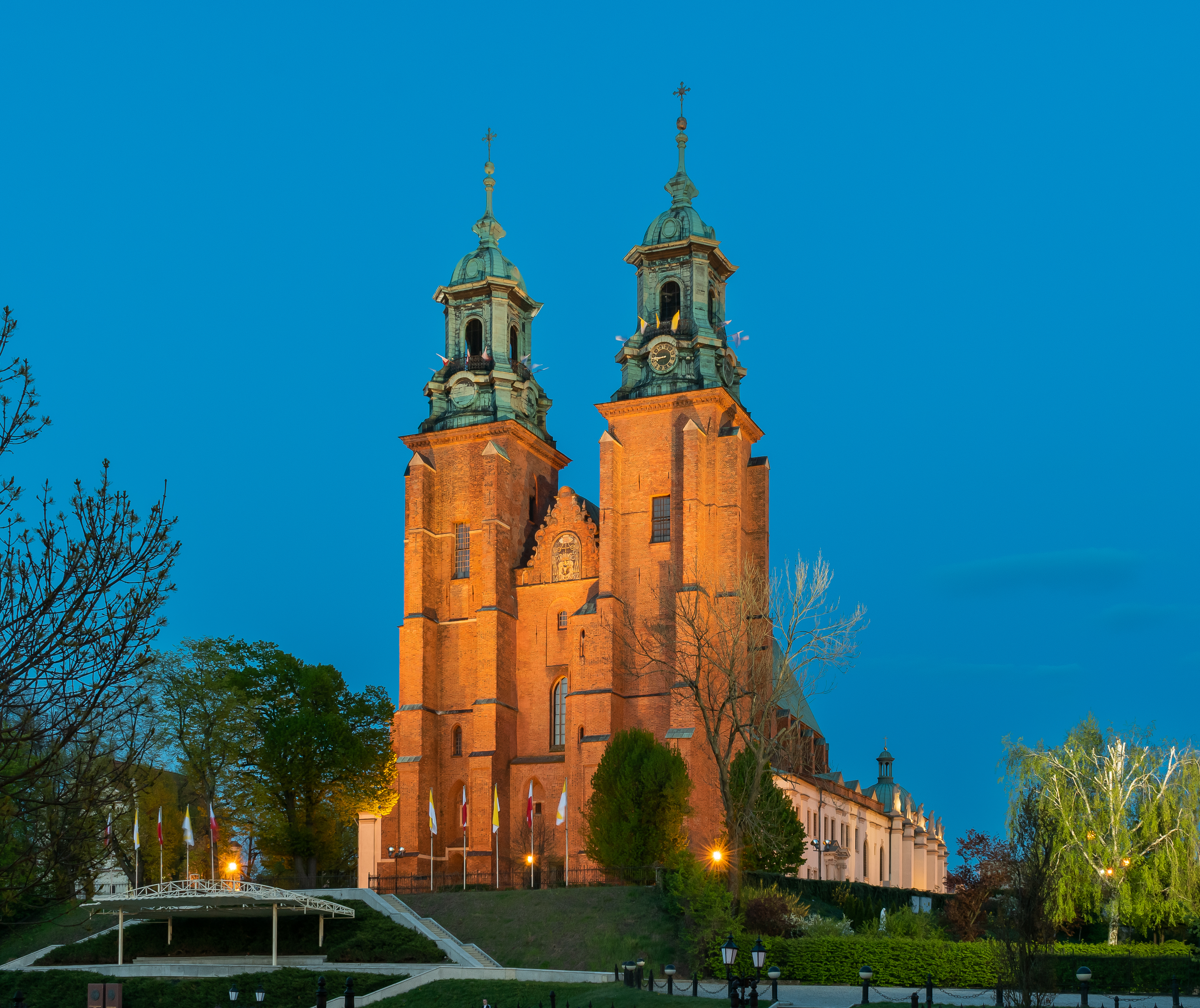
Katedrála v Hnězdně
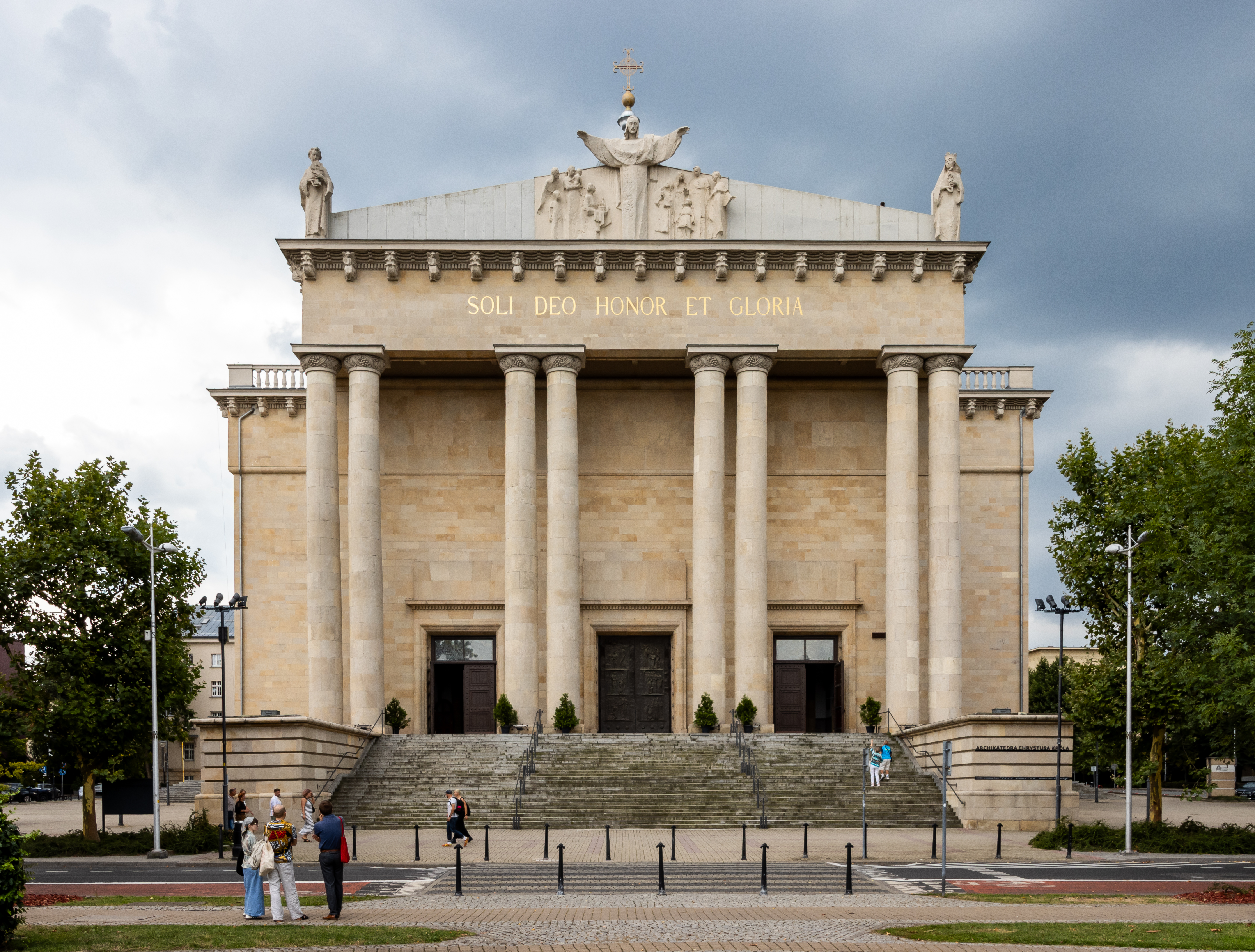
Katedrála v Katovicích
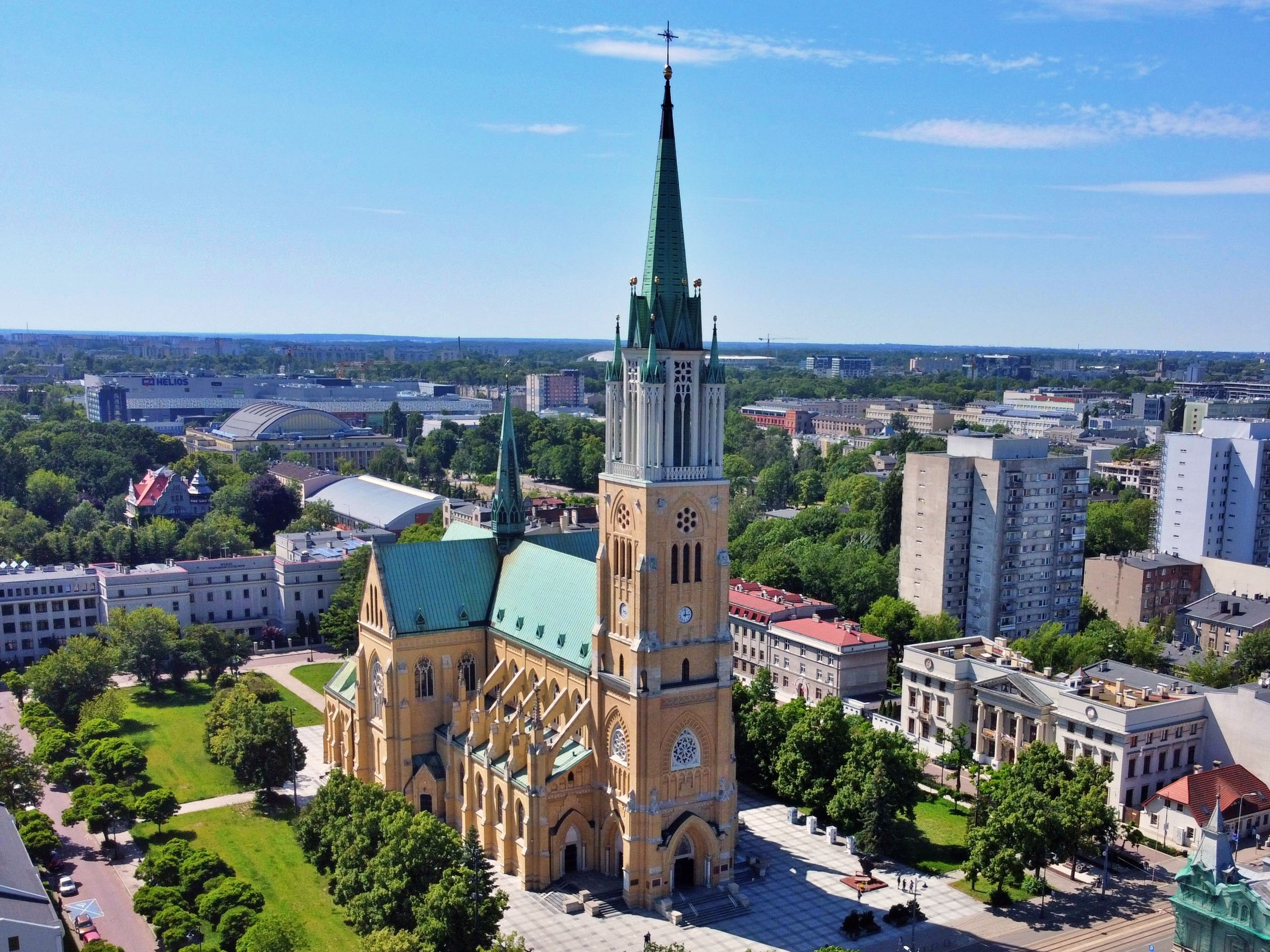
Lodžská katedrála
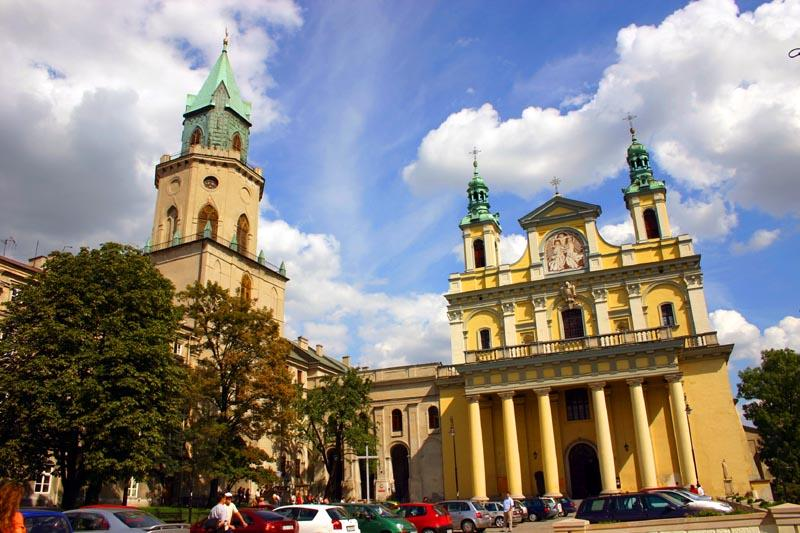
Katedrála v Lublinu
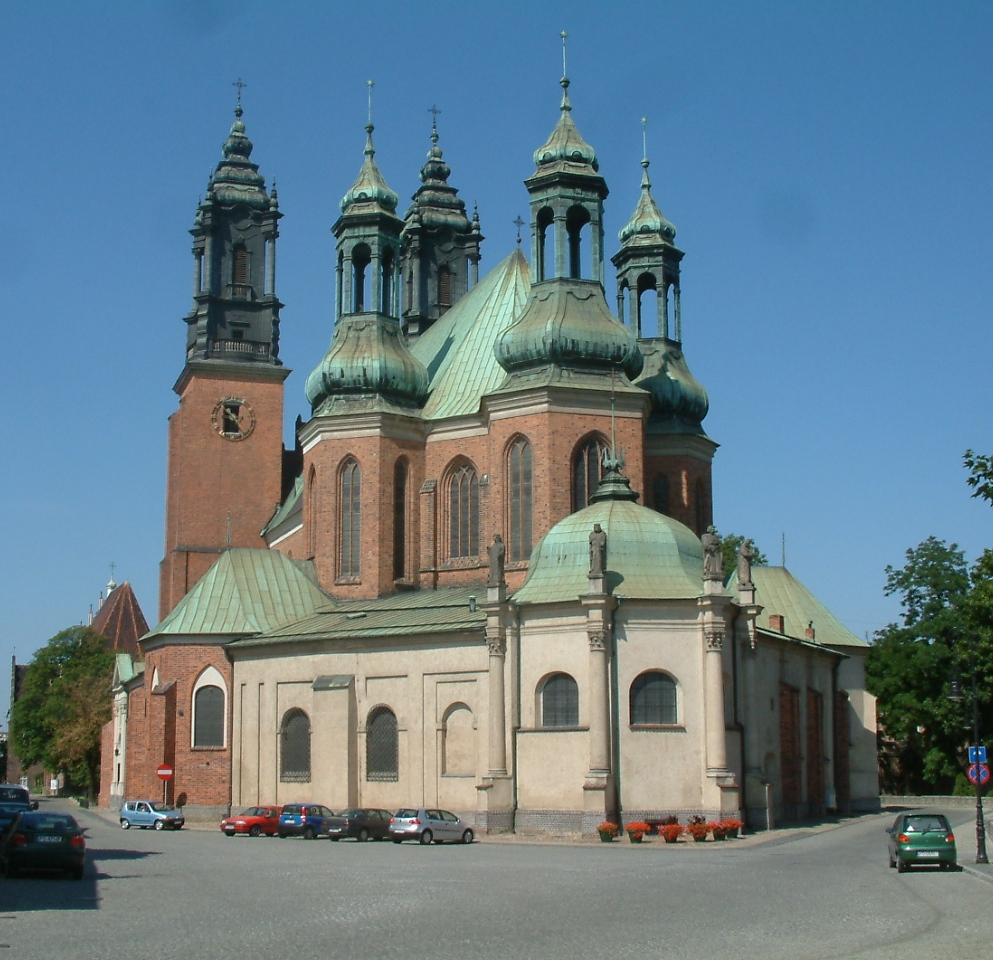
Poznaňská katedrála
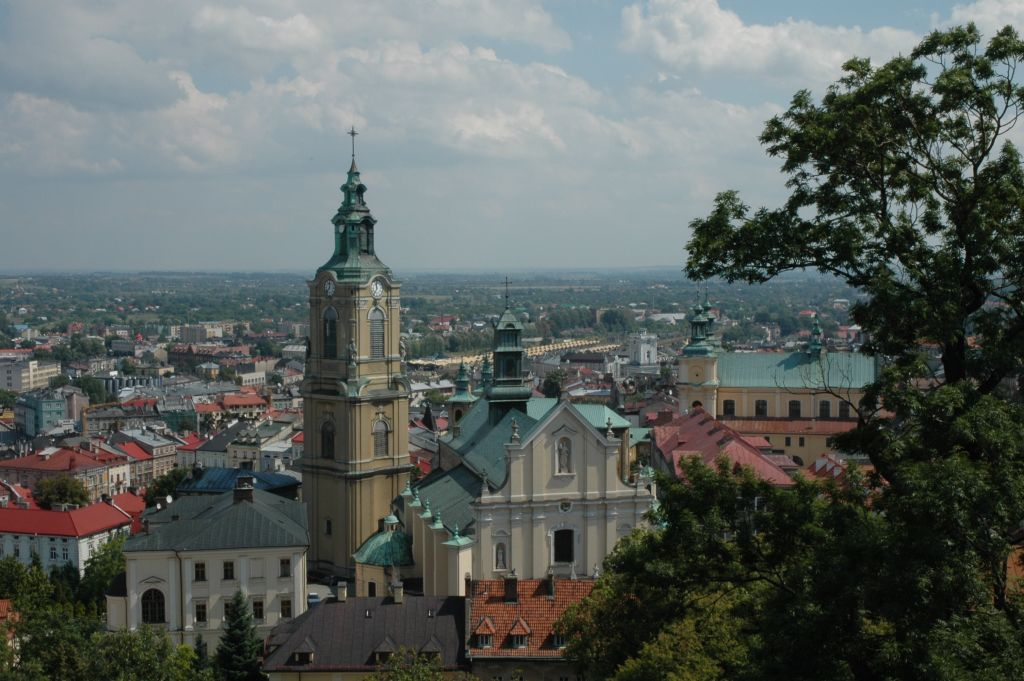
Římskokatolická katedrála v Přemyšlu
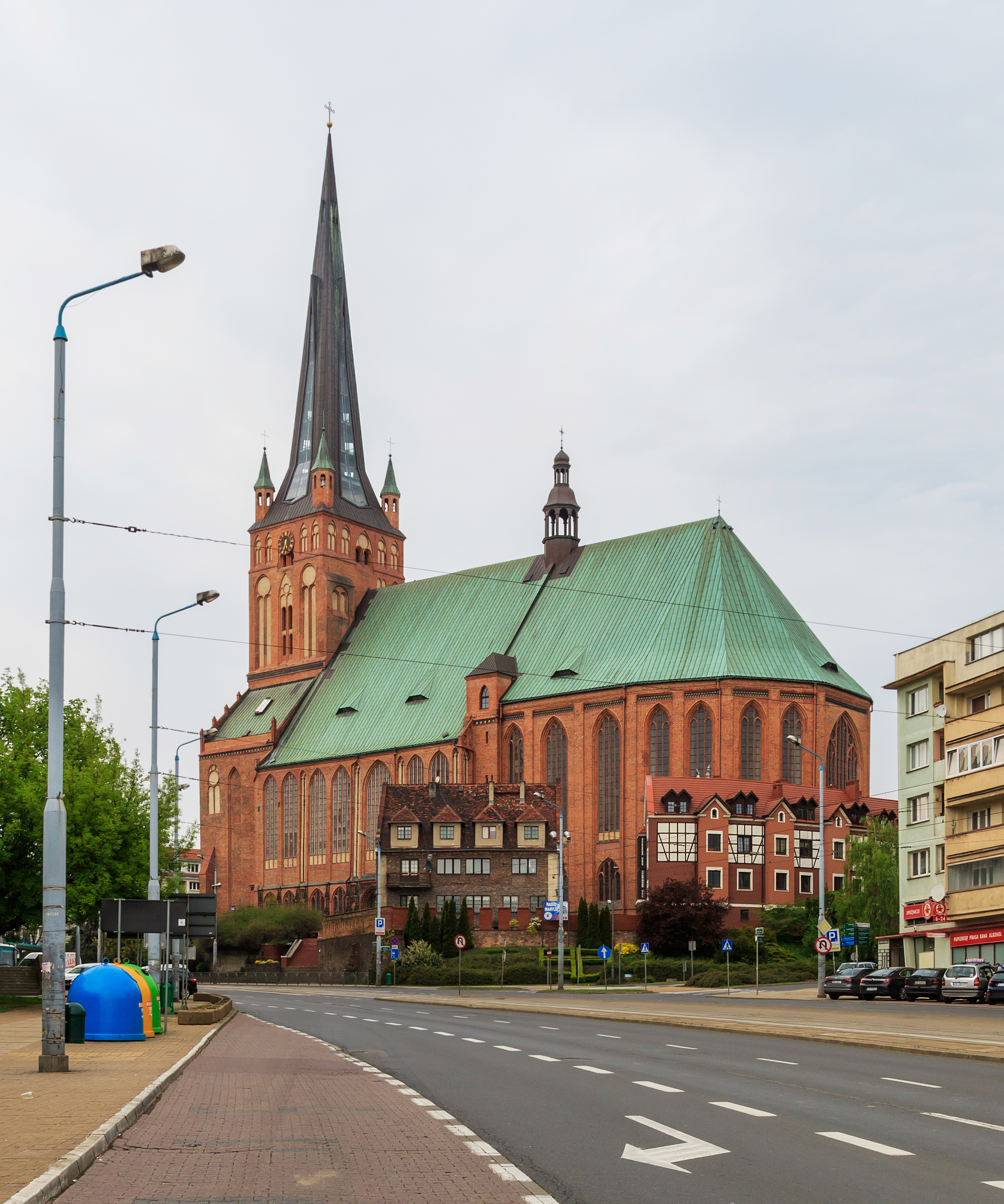
Štětínská katedrála
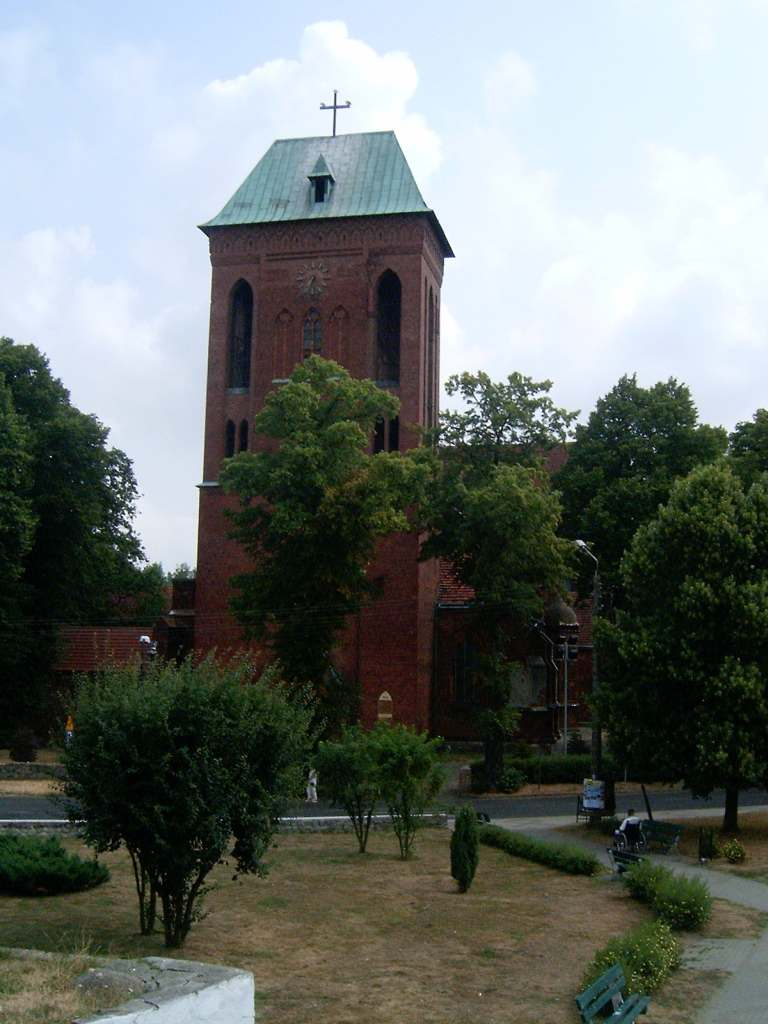
Konkatedrála v Kamieni Pomořském
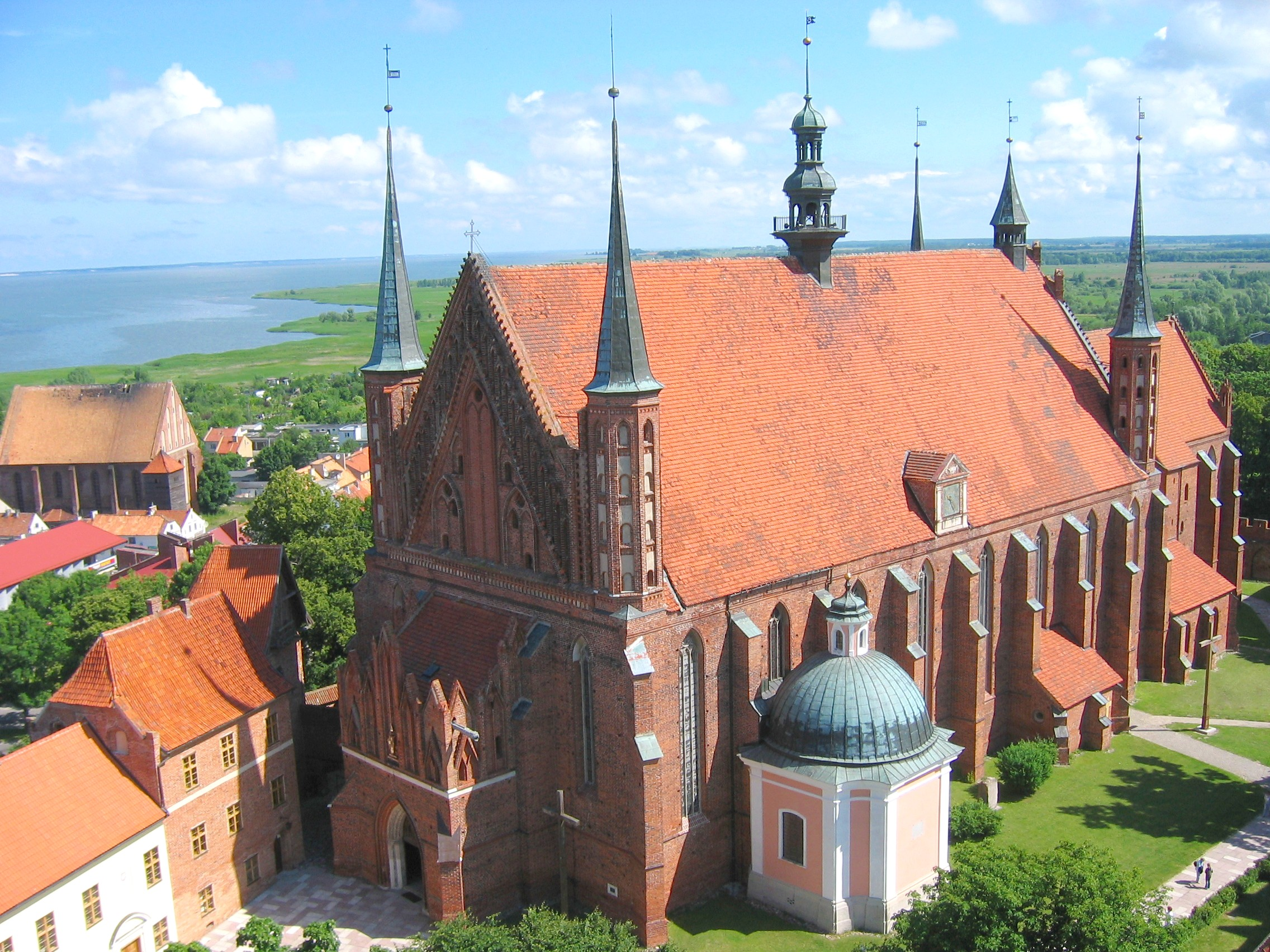
Katedrála ve Fromborku (Varmie)
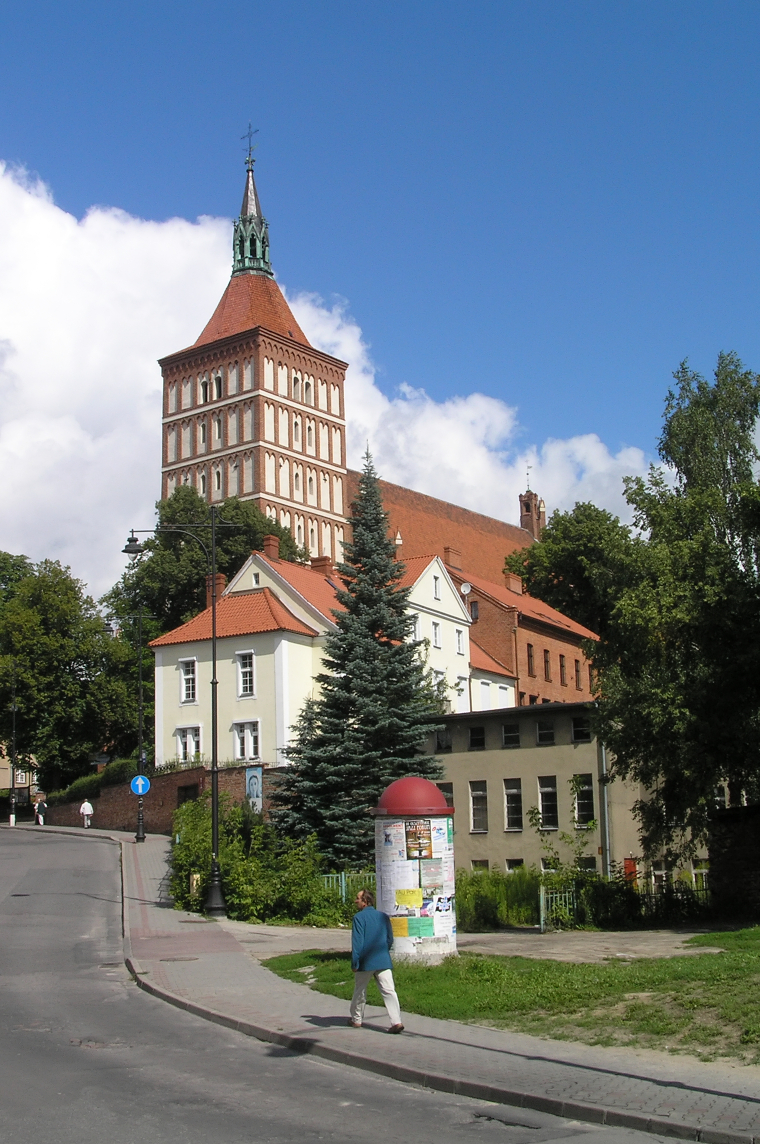
Olsztynská konkatedrála
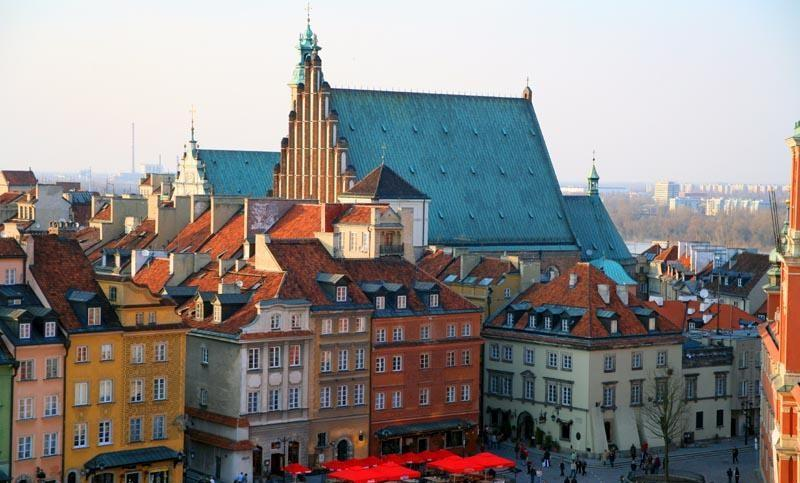
Varšavská katedrála

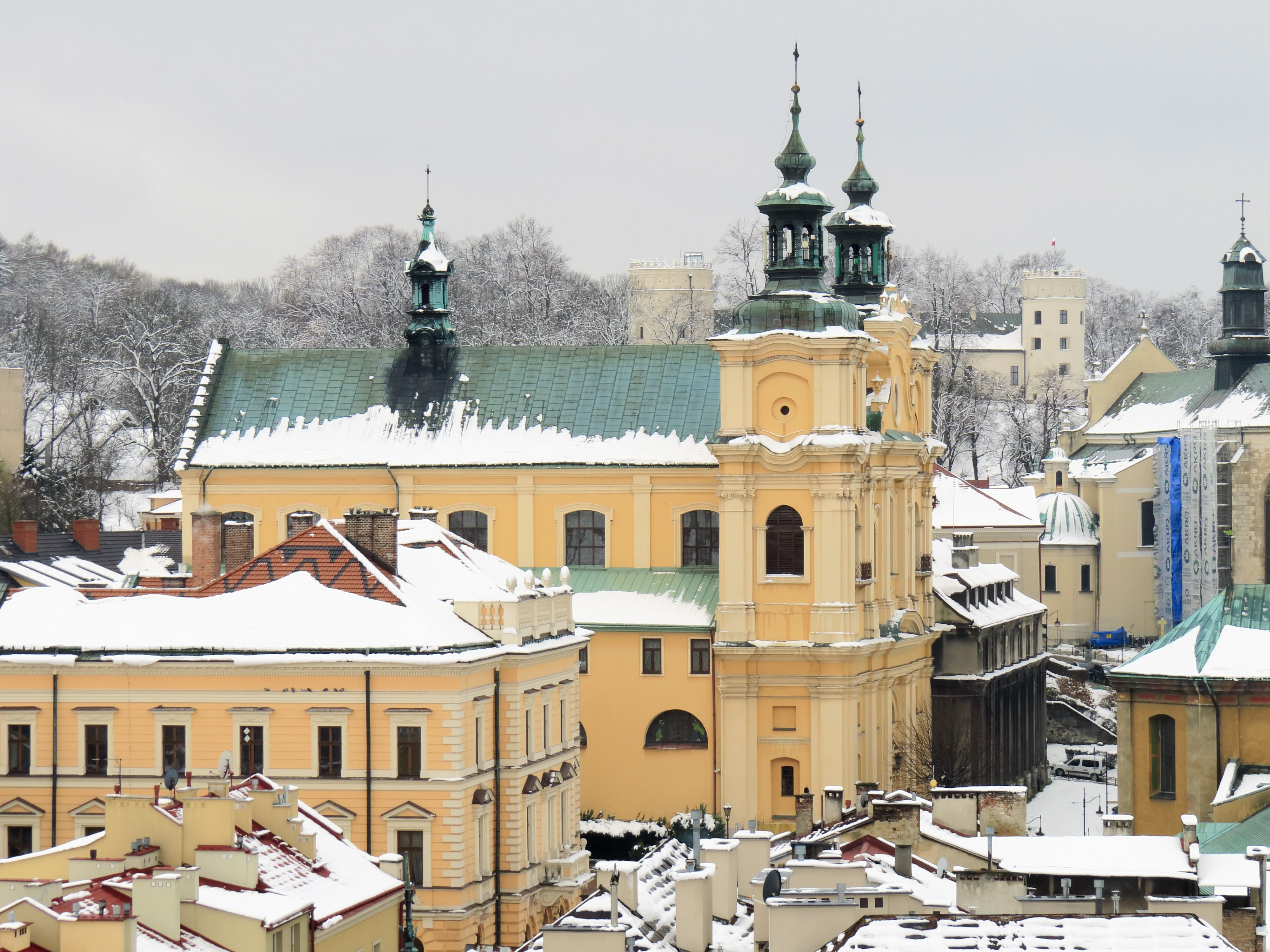
Řeckokatolický katedrální chrám v Přemyšlu
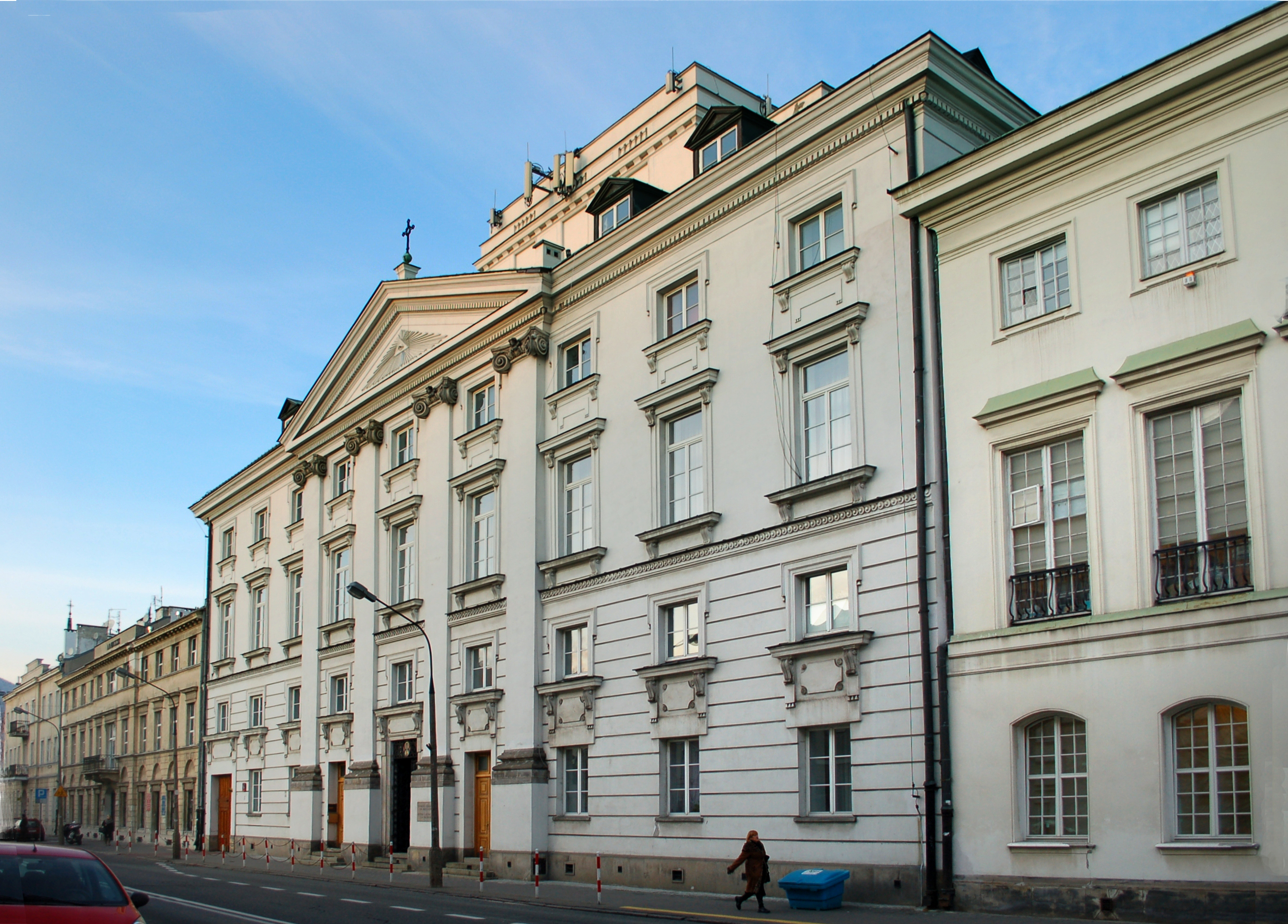
Řeckokatolický konkatedrální chrám ve Varšavě

## Apoštolský nuncius
Svatý stolec je v Polsku zastoupen apoštolským nunciem. Od roku 2016 je jím Salvatore Pennacchio.